# Т-98 Комбат
T-98 Комбат — российский бронированный внедорожник для перевозки VIP-персон. 
Автомобиль разработан в Санкт-Петербурге в 1998 году, конструкторским бюро Дмитрия Парфёнова в кооперации с фирмой «Автокад», имеющей опыт в бронировании автомобилей. Является одним из самых быстрых бронированных внедорожников в мире, обеспечивающий защиту от уровня B2 до наивысшего — B7, включая защиту от пуль калибра до 12,7 мм, выпущенных из снайперского оружия, крупнокалиберных пулемётов или противотанкового ружья.

## Описание
Автомобиль модели Т98 представлен в двух вариантах исполнения: 5-местный седан и 9- (12-) местный универсал. Кузов выполнен в виде цельнометаллической конструкции из высоколегированной стали по безрамной схеме, обеспечивающей максимальные прочностные параметры кузова и конструкции автомобиля в целом. Шасси автомобиля выполнено с применением узлов и агрегатов американского производства фирмы General Motors, таких как передняя и задняя подвеска, рулевое управление и двигатель с трансмиссией, аналогичные которым применяются на тяжелых внедорожниках «Suburban 2500» усиленной серии и малотоннажных грузовиках С/К серии компании General Motors. Двигатель и трансмиссия аналогичны устанавливаемым на армейский автомобиль «HMMWV».

## Варианты исполнения
- Рro (2-3 кл., В2/B3) — защита от всех видов легкого стрелкового оружия (пистолет Макарова, ТТ, пистолет-пулемет типа Uzi) класс защиты В2/С2, а также данный автомобиль обеспечивает высокие прочностные параметры защиты от механических повреждений, таких, как «таран», тяжелые камни и бетонные конструкции, металлоконструкции и т. д.
- Hi.Pro (4-5кл., B5/B6) — защита от пуль АКМ с термоупрочнённым сердечником, пуль СВД со стальным сердечником, а также 7,62×51 мм НАТО (.308 Winchester) (класс защиты В5/С4)
- Hi.Pro.S (6кл., B7 и более) — дополнительный пакет: усиление периметра автомобиля в зонах максимальной вероятности поражения, остекление толщиной до 100 мм, уменьшение площади остекления и усиление комбинированной металлокерамической разнесенной защитой.

## Отделка салона
Автомобиль производится в двух вариантах комплектации: «VIP» и «Патрульный автомобиль». Основное отличие заключается в применении различных отделочных материалов, приборов и систем электрооборудования. В комплектации «VIP» в отделке салона применяется только натуральная кожа и дерево, полный электропакет, аудиосистема, специальная высококачественная покраска кузова.

Салон Комбата 2009 г.

Салон Комбата 2011 г.

### Интерьер
- Подушки безопасности для водителя и пассажира (отключаемая)
- Раздельный автоматический климат-контроль
- Программируемый центральный замок
- Маршрутный компьютер на щитке приборов с управлением на руле, имеющий функцию программирования систем автомобиля
- Круиз-контроль (автоматическое поддержание скорости)
- Кресла электроуправляемые с подогревом
- Управление акустической системой на рулевом колесе 6СD changer
- Водительское бронестекло с электроприводом
- Наружные зеркала электроуправляемые с подогревом и встроенным светодиодным повторителем поворотов
- Многофункциональное салонное зеркало с системой оповещения On-Star
- Опускающиеся бронестёкла

## На вооружении
- Сербия — МВД Сербии[1].